# Koekoeksspuug

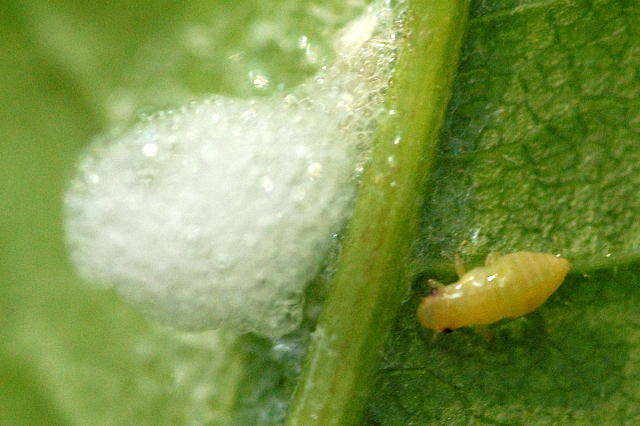
Schuimnest van het schuimbeestje (Philaenus spumarius), met rechts de nimf.

Koekoeksspuug is de triviale naam voor het karakteristieke schuimnest van veel soorten cicaden. Het zijn altijd de nimfen die een schuimnest maken, de volwassen dieren doen dit niet en verplaatsen zich springend. Het schuimnest bestaat uit door de cicade uitgezogen plantensap dat na te zijn uitgescheiden wordt opgeklopt tot een schuimnest. Het nest beschermt de cicade tegen vijanden, parasieten, straling en uitdroging. Als de cicade wordt verplaatst, bijvoorbeeld door uitspoeling na een regenbui, wordt een nieuw nest gemaakt.